# Figurentheater Köln
Das Figurentheater Köln ist eine mobile Bühne, die vom Puppenspieler Andreas Blaschke als reines Tourneetheater geleitet wird. Sein Ziel ist es, Kinder an die Kunstform Figurentheater heranzuführen und ihnen einen positiven Einstieg in die Welt des Theaters zu ermöglichen. Es wird hauptsächlich mit Hand- und Stabfiguren gearbeitet. In einigen Stücken kommen aber auch Tischfiguren zum Einsatz. Neben Gastspielen im deutschsprachigen Raum war das Theater unter anderem auf Festivals in Griechenland und Teheran sowie auf deutschen Schulen in Brüssel und Gran Canaria eingeladen.

## Geschichte
Im Alter von zehn Jahren, im Jahr 1980, gründete Blaschke als Laie eine eigene Bühne. Gérard Schmidt (1983–1988), der damalige Leiter des Hänneschen-Theaters, förderte ihn. Später folgte ein Volontariat. Einige Zeit arbeitete Blaschke als Schauspieler im Kölner Kindertheater "Die Kugel" sowie im Schauspielhaus Bonn. Seit 1989 betreibt er das "Figurentheater Köln" hauptberuflich.
Zu Beginn spielte Blaschke gemeinsam mit dem Puppenspieler Ulrich Lück, später kam Dagmar Burike hinzu. Ab 1999 stieg der Holz- und Steinbildhauer Joachim Stern in den Betrieb ein und blieb für zehn Jahre Blaschkes Mitarbeiter. Neben seiner Arbeit als Spieler zeichnete er sich auch für die Figuren zum Stück "Die Schatzinsel" (2003; inzwischen nicht mehr im Repertoire) nach R. L. Stevenson und für die Bühnenbilder zum Märchen "Der Teufel mit den drei goldenen Haaren" verantwortlich. Zuletzt stand der Puppenspieler Stefan Méreau bis 2015 hinter der Bühne. Heute arbeitet Andreas Blaschke ausschließlich als Solospieler.

## Repertoire (aktueller Stand)
- Ein verhexter Geburtstag (Kasperspiel)
- Die geheimnisvolle Zauberkiste (Kasperspiel)
- Ein Besuch im Zoo (Kasperspiel)
- Das Pfefferkuchenherz (Kasperspiel)
- Die Weihnachtswichte (Weihnachtsmärchen)
- Rumpelstilzchen (Gebrüder Grimm)
- Die kleine Hexe (Otfried Preußler)
- Faust (Büttner / Geißelbrecht)
- Der Räuber Hotzenplotz (Otfried Preußler)
- Der Teufel mit den drei goldenen Haaren (Gebrüder Grimm)
- Wie Findus zu Pettersson kam (Sven Nordqvist)
- Der Grüffelo (Donaldson / Scheffler)
- Kasper rettet den Osterhasen (Ostermärchen)
- Hilfe, die Olchis kommen! (Erhard Dietl)
- Hey, hier kommt Pippi Langstrumpf! (Astrid Lindgren)
- Das Winterwunder (Weihnachtsmärchen)
- Die Wunschlaterne (Weihnachtsmärchen)
- Der Wintertraum (Weihnachtsmärchen)
- Das Einhorn aus dem Zauberwald (Kasperspiel)
- Hexerei im Zauberwald (Kasperspiel)
- Das Dschungelbuch (Rudyard Kipling) Premiere im Herbst 2022[10]

## Sammlung
Andreas Blaschke verfügt über eine Sammlung von über 400 Figuren. Sie wurden auf Ausstellungen in ganz Deutschland gezeigt, unter anderem im "Museum der niederrheinischen Seele" in der Villa Erckens.

## Auszeichnungen
Im Jahr 2021 gewann Andreas Blaschke den dritten "Hohnsteiner Kasperwettbewerb" mit seinem Stück "Hexerei im Zauberwald", dass er eigens für den Wettbewerb geschrieben hatte und auf dem Stück "Die neugierige Prinzessin" der Hohnsteiner Puppenbühne von Friedrich Arndt beruht. Der Wettbewerb wird seit 2019 von der Stadt Hohnstein veranstaltet und dient dazu, die Tradition des Kasperspiels aufrechtzuerhalten.